# OCZ Technology
OCZ Technology — був виробником оперативної пам'яті і флеш пам'яті.
Починаючи з виходу на ринок пам'яті, OCZ в своїй продукції перш за все орієнтувались на комп'ютерних ентузіастів. Також компанія займалась виробництвом датчиків нервових імпульсів NIA, блоків живлення, комп'ютерних систем охолодження та інших компонентів. OCZ — одна з небагатьох компаній, які прагнуть створювати свої вироби з підтримкою XMP і EPP 2.0.
Компанія була заснована OCZ Technology Group в 2002 році в Сан-Хосе, штат Каліфорнія.
27 листопада 2013 року торги акцій OCZ Technology були зупинені. Після цього OCZ заявила, що планує подати заяву про банкрутство і що Toshiba висловила зацікавленість у придбанні її активів у процедурі банкрутства. 2 грудня 2013 року OCZ оголосила, що компанія Toshiba погодилася придбати майже всі активи OCZ за $35 млн . Угода була завершена 21 січня 2014 року, коли активи OCZ Technology Group стали новою незалежною дочірньою компанією Toshiba під назвою OCZ Storage Solutions OCZ Technology Group потім змінила свою назву на ZCO Liquidating Corporation;
Компанія OCZ Storage Solutions була ліквідована 1 квітня 2016 року та поглинута компанією Toshiba America Electronic Components, Inc,, яка пізніше стала Kioxia.